# Grijsrupspurpermot
De grijsrupspurpermot (Eriocrania sangii) is een vlinder uit de familie Eriocraniidae, de purpermotten.
De spanwijdte varieert van 9 tot 14 millimeter.